# Мегалополис
Това е древното име на Мегалополи в Аркадия в Гърция
Терминът Мегаград сочи само количествено измерение.
Мегаполисът представлява съчетание на много агломерации, които образуват хиперорганизиран район. Това е обширна високоорганизирана зона, обикновено с полосовидна конфигурация, която се образува от срастването на няколко градски агломерации (не по малко от 25 млн. души). Терминът мегалополис е въведен от географа Жан Готман през 50-те години на 20 век за означаване на свръхурбанизирана зона в САЩ.
Мегалополисът се образува като особено широка метрополна област или от свързването във верига на няколко такива.
Известни са следните мегалополиси в САЩ, именувани по крайните си градове: Босваш (в коридора от Бостън на север до Вашингтон на юг, дължина 750 км), Сансан (простира се от Сан Франциско до Сан Диего) и Чипитс (от Чикаго до Питсбърг).